# 遠藤未菜
遠藤 未菜（えんどう みな、1989年12月23日 - ）は、日本のプロボウラー。埼玉県出身。JPBA第47期生。ライセンスNo.522（2014年交付）。日本体育大学体育学部卒業。左投げ。フリー。
BS日テレで放送されている『ボウリング革命 P★League』に出演していた。キャッチフレーズは「体育会系パワフルレフティ」。

## 人物
第1回次世代P★リーガー発掘プロジェクトの合格メンバー。他のメンバーには安藤瞳と岩見彩乃がいる。
以前、ソフトボールのピッチャーをしていた。
2014年4月8日から5月18日にかけて行われた第53期男子・第47期女子プロボウラー資格取得テストに合格し、プロボウラーとなった。

## 出演
- ボウリング革命 P★League（BS日テレ、第37戦 - ）
- ドリームスシリーズ お笑いチャンピオンボウリング2013（フジテレビONE）解説

## 戦績

### Pリーグ
- 第46戦 優勝（アマ時代）
- 第72戦 第3位

### 公式戦
- 2014年

MKチャリティカップ 32位
ROUND1CupLadies2014 9位